# ديودونيه مزاتسي
ديودونيه مزاتسي (مواليد 12 يناير 1961) هو ملاكم غابوني، مثّل بلاده في الألعاب الأولمبية الصيفية 1984.

## روابط خارجية
ديودونيه مزاتسي على موقع اللجنة الأولمبية الدولية (الإنجليزية)
- ديودونيه مزاتسي على موقع أوليمبيديا (الإنجليزية)